# Барышников, Владимир Николаевич
Влади́мир Никола́евич Бары́шников (род. 23 апреля 1959, Ленинград, СССР) — советский и российский историк. Доктор исторических наук (1997), профессор. Профессор и заведующий кафедрой истории Нового и новейшего времени Санкт-Петербургского государственного университета (с 2003).

## Биография
Родился 23 апреля 1959 года в Ленинграде в семье военного историка Н. И. Барышникова.
В 1982 году окончил кафедру истории Нового и новейшего времени исторического факультета Ленинградского государственного университета.
В 1980—1990-е гг. работал в Дирекции объединения музеев Ленинградской области на должности старшего научного сотрудника, а затем заведующего отделом.
В 1989 году защитил диссертацию на соискание учёной степени кандидата исторических наук по теме «Обострение социально-экономического положения и развитие внутриполитического кризиса в Финляндии в годы Второй мировой войны».
В 1997 году защитил диссертацию на соискание учёной степени доктора исторических наук по теме «От прохладного мира к зимней войне: Восточная политика Финляндии в 1930-е годы».
С 1990-х преподавал в РХГА. Является организатором, председателем редакционной коллегии ежегодной международной конференции «Санкт-Петербург и страны северной Европы» и сборника статей по её материалам.
С 1993 года — работает на кафедре истории Нового и новейшего времени исторического факультета Санкт-Петербургского государственного университета в должности доцента, профессора (1999), а с 2003 г. — заведующего кафедрой.
В 1998 года был избран действительным членом Академии военно-исторических наук.
С 2000 года является членом Учёного совета Исторического факультета, а с 2008 г. — членом Учёного совета Санкт-Петербургского государственного университета. Состоит в диссертационном совете Балтийского федерального университета им. И. Канта, является сопредседателем Центра по изучению скандинавских стран и Финляндии при Санкт-Петербургской Ассоциации международного сотрудничества и членом правления Санкт-Петербургского Совета мира и согласия. Сфера научных интересов: история внешней политики в 20-30-е гг. XX века; история Второй мировой войны, история скандинавских стран и Финляндии.
Автор более 140 научных работ, изданных в России, Финляндии, Польше, Норвегии, Германии, Англии, США.
5 марта 2022 года подписал «Обращение к Президенту Российской Федерации сотрудников Санкт-Петербургского государственного университета» с поддержкой военного вторжения России на Украину.

## Основные работы
- Барышников Н. И., Барышников В. Н. Финляндия во Второй мировой войне. — Л., 1985.
- Барышников Н. И., Барышников В. Н., Федоров В. Г. Финляндия во второй мировой войне. — Л.: Лениздат, 1989. — 336 с., ил. — 9 000 экз. — ISBN 5-289-00257-X
- От прохладного мира к зимней войне. Восточная политика Финляндии в 1930-е годы. — СПб.: СПбГУ. 1997. 352 с.
- Барышников Н. И., Барышников В. Н. Рождение и крах «терийокского правительства» (1939—1940). — СПб.; Хельсинки, 2003.
- Вступление Финляндии во Вторую мировую войну. 1940—1942 гг. 2-е изд., доп. — СПб., Изд-во С.-Петерб. ун-та, 2005. — 48 с. ISBN 5-288-03732-9
- От войны к миру: СССР и Финляндия в 1939—1944 гг. / отв. ред. В. Н. Барышников. — СПб.: Изд-во С.-Петерб. ун-та, 2006. — 440 с.
- Финны на службе в войсках СС в годы Второй мировой войны. — СПб.: Исторический ф-т СПбГУ, Издательство РХГА, 2012. — 200 с., 16 с. ил. ISBN 978-5-88812-540-3
- Финская война. — М.: Издательство «Кучково поле», 2023. — 448 с.: 32 л. ил. — (Реальная политика). ISBN 978-5-907171-89-3
- Финские СС на Украине и Юге России. От возникновения до ликвидации. — М.: Издательство «Кучково поле», 2025. — 336 с.: 32 л. ил. ISBN 978-5-907813-25-0